# Siostry Vane
Siostry Vane (ang. The Vane Sisters) – opowiadanie Vladimira Nabokova, napisane w lutym 1951 roku i opublikowane po raz pierwszy w lutym 1959 w „The Hudson Review” (Vol. 11. No. 4, Winter 1958-1959, 491-503) (wcześniej zostało odrzucone przez czasopismo „New Yorker”), a następnie w „Encounter”. W 1966 zostało włączone do zbioru opowiadań pt. Nabokov's Quartet. Utwór porusza temat życia pozagrobowego i jest najwyraźniejszym w twórczości Nabokova zaznaczeniem jego istnienia. Pisarz zaliczył Siostry Vane do trójki swoich najlepszych opowiadań (obok Wiosny w Falcie i Obłoku, jeziora, zamku).

## Zarys treści
Pewnej niedzieli narrator, nauczyciel w szkole dla dziewcząt, spaceruje po mieście i dociera do rejonu, który rzadko odwiedza. Spotyka tam swojego znajomego, D. D. miał dawniej romans z Sybil Vane, uczennicą bohatera. Narrator przyczynił się do ich zerwania na prośbę siostry dziewczyny, Cynthii Vane. Zrozpaczona Sybil popełniła samobójstwo. Po jej śmierci narrator poznał bliżej Cynthię. Była malarką i poetką. Wierzyła w życie pozagrobowe i kontakt zmarłych z żyjącymi poprzez liczne znaki, np. pozostawione w tekstach akrostychy. Po jakimś czasie ich kontakt się urwał. Teraz D. informuje narratora, że Cynthia umarła tydzień wcześniej na serce. Tego wieczoru narrator, wcześniej sceptyczny wobec wiary Cynthii w kontakty z umarłymi, z niepokojem oczekuje na znak od zmarłej – wsłuchuje się w odgłosy w domu, czyta sonety Szekspira, poszukując zaszyfrowanych w nich akrostychów. Rano budzi się z niejasnym wspomnieniem snu o Cynthii i rozczarowany jest tym, że nie zostawiła mu żadnego znaku. Nie zauważa, że znak ten zaszyfrowany jest w pierwszych literach wyrazów składających się na ostatni akapit jego opowiadania.

## Konstrukcja utworu
W utworze ukryte są znaki, które zmarłe siostry pozostawiają dla bohatera – oglądane przez niego na początku utworu sople nawiązują do malarstwa Cynthii (określonej jako malarka lśniących jak szkło drobiazgów), a niespodziewane spotkanie z D. jest zainspirowane prawdopodobnie przez Sybil, to ona też "daruje" mu wydłużony, rudawy cień parkometru. Najważniejszym znakiem jest jednak akrostych ukryty w ostatnim akapicie opowiadania – Sople moje C., a ten parkometr masz od S. (w oryginale: Icicles by Cynthia. Meter from me Sybil). Możliwość wystąpienia takiej wiadomości jest zasygnalizowana w utworze wcześniej – narrator wspomina o niezidentyfikowanym utworze gdzie bez wiedzy autora pierwsze litery słów w ostatnim akapicie tworzą odcyfrowaną przez Cynthię wiadomość od jego zmarłej matki. Fakt, że narrator Sióstr Vane nie odczytuje ani akrostychu, ani żadnego innego pozostawionego przez zmarłe znaku i jest rozczarowany brakiem sygnałów z zaświatów, sprawia, że jego postać nabiera zabarwienia ironicznego.